# Auslandszuständigkeitsverordnung
Die Verordnung über die Zuständigkeit der Verwaltungsbehörden der Kriegsopferversorgung für Berechtigte im Ausland (Auslandszuständigkeitsverordnung – AuslZustV) ist eine Rechtsverordnung des Bundesministers für Arbeit und Sozialordnung aufgrund § 3 Abs. 5 des Gesetzes über das Verwaltungsverfahren der Kriegsopferversorgung. Sie regelt  die örtliche Zuständigkeit der Verwaltungsbehörden bei Ausführung des Bundesversorgungsgesetzes (BVG) für Personen, die ihren Wohnsitz oder gewöhnlichen Aufenthalt außerhalb des Geltungsbereichs des Grundgesetzes haben.
Die Zuständigkeit für die Durchführung des BVG im Hinblick auf Berechtigte mit Wohnsitz im Ausland ist in § 1 AuslZustV nach Herkunftsstaaten auf die Bundesländer verteilt, beispielsweise wird die Versorgung der Kriegsopfer in Dänemark, Finnland, Island, Norwegen und Schweden vom Versorgungsamt Schleswig durchgeführt. Dadurch wird das erforderliche Spezialwissen auf wenige Stellen konzentriert. 2014 lebten 2 437 Beschädigte und 2 437 Hinterbliebene im Ausland.
Nach dem Vertrag vom 29. Mai 1962 zwischen der Bundesrepublik Deutschland und dem Spanischen Staat über Kriegsopferversorgung ist das Versorgungsamt Karlsruhe auch dann zuständig, wenn der Antragsteller oder Versorgungsberechtigte seinen Wohnsitz oder gewöhnlichen Aufenthalt nicht in Spanien hat.